# Associação Desportiva Cabofriense

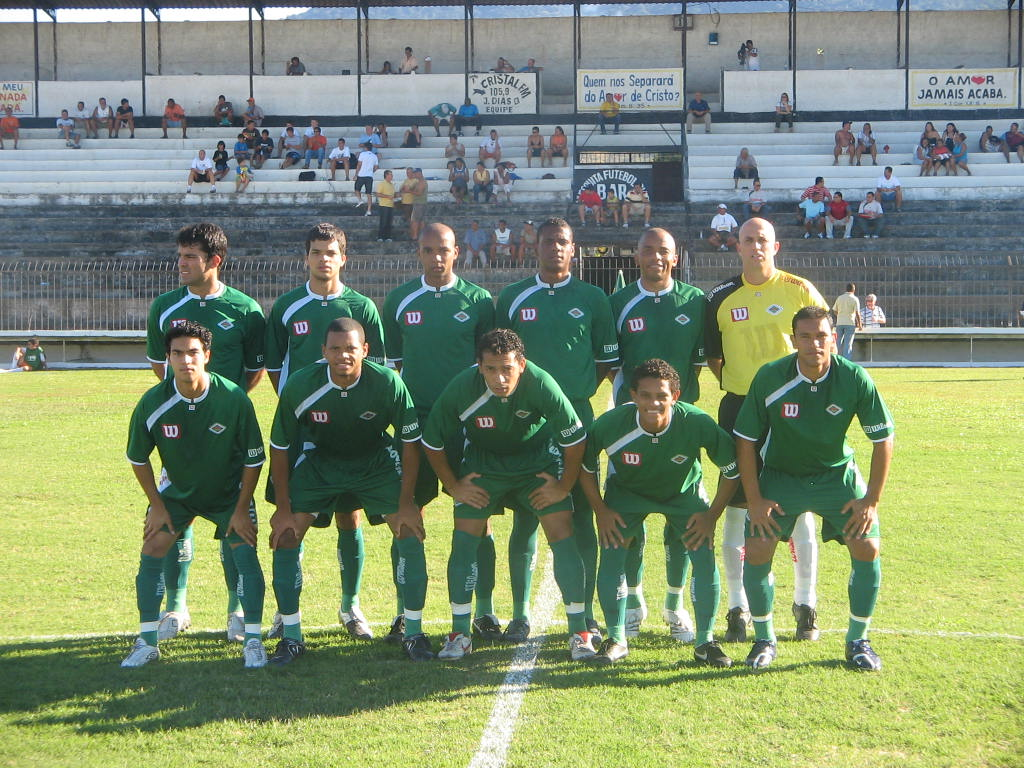
Equipo del 2007.

El Associação Desportiva Cabofriense es un equipo de fútbol de Brasil que juega en el Campeonato Carioca, la primera división del estado de Río de Janeiro; y en el Campeonato Brasileño de Serie D, la cuarta división nacional.

## Historia
Fue fundado el 2 de noviembre de 1997 en la ciudad de Cabo Frío, a 100 kilómetros al este de la capital como la reencarnación de la Associação Atlética Cabofriense, equipo que existió entre 1955 y 1993.
En 1999 cambia su nombre por el de Cabo Frío FC, el cual revirtieron a su nombre original dos años después. El club ha jugado principalmente en la primera división del Campeonato Carioca, donde en el año 2019 terminó en sexto lugar, logrando por primera vez la clasificación al Campeonato Brasileño de Serie D, su primera aparición en una competición a escala nacional.

## Palmarés

### Internacionales
- Torneo Internacional de Martinica: 1

2003

### Estatales
- Campeonato Carioca Serie B: 4

1999, 2002, 2010, 2013
- Copa Corcovado: 1

2013
- Torneo Carioca del Interior: 1

2013
- Selectivo del Campeonato Carioca: 1

2001